# Casares de las Hurdes (kommunhuvudort)
Casares de las Hurdes är en kommunhuvudort i Spanien.   Den ligger i provinsen Provincia de Cáceres och regionen Extremadura, i den centrala delen av landet, 220 km väster om huvudstaden Madrid. Casares de las Hurdes ligger 591 meter över havet och antalet invånare är 596.
Terrängen runt Casares de las Hurdes är huvudsakligen kuperad. Casares de las Hurdes ligger nere i en dal. Runt Casares de las Hurdes är det glesbefolkat, med 8 invånare per kvadratkilometer. Närmaste större samhälle är Pinofranqueado, 15,0 km söder om Casares de las Hurdes. I omgivningarna runt Casares de las Hurdes växer i huvudsak barrskog.